# Palazzo Capizucchi

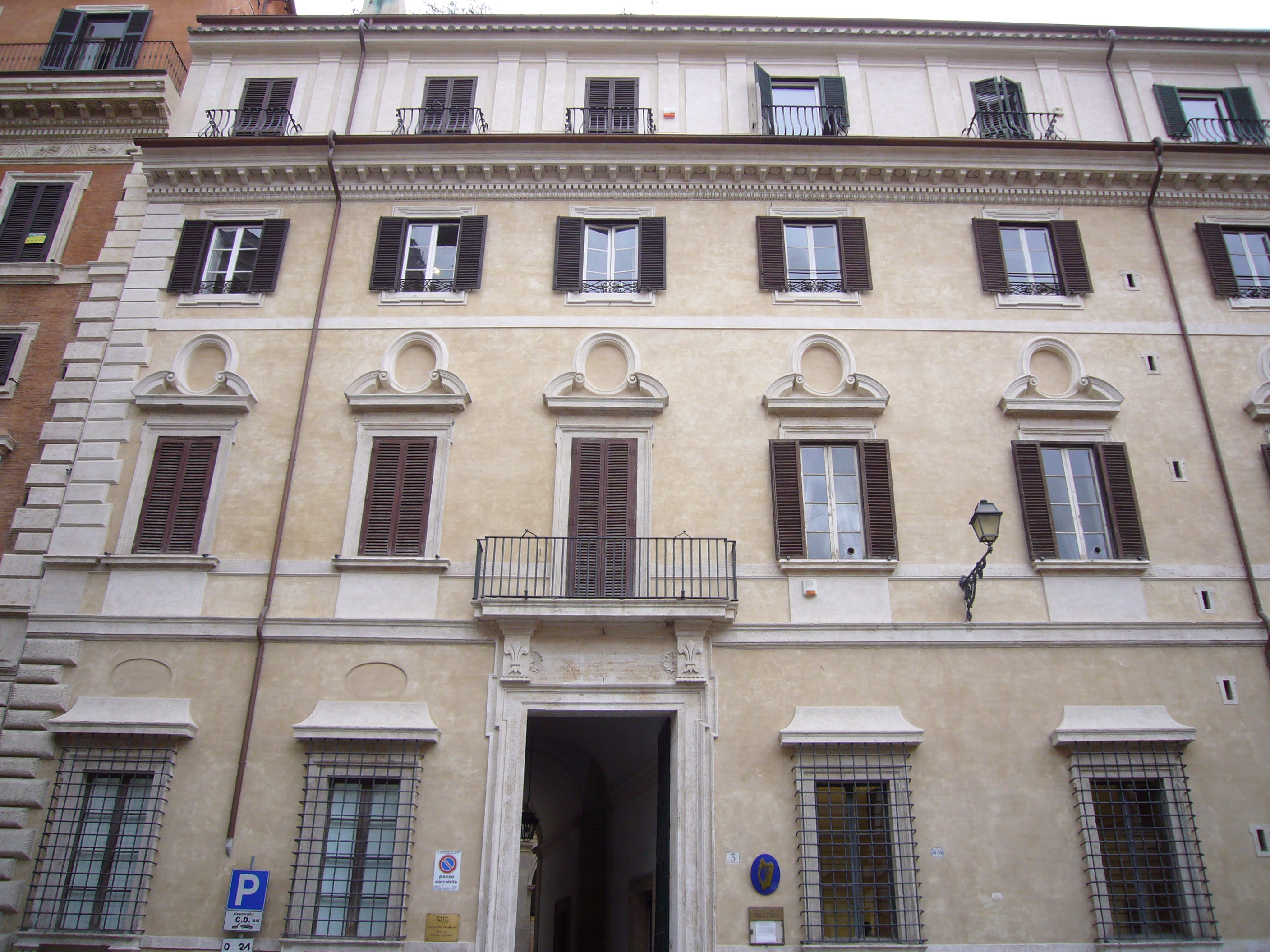
Fachada do palácio na Piazza Campitelli.

Palazzo Capizucchi, atual Palazzo Gasparri, é um palácio localizado na Piazza Campitelli (antiga Piazza Capizucchi), no rione Campitelli de Roma.

## História e descrição
O palácio foi construído em 1585 onde ficavam antigas residências da família Capizucchi, que já vivia no local desde meados do século XV, por ordem de Marcello Capizucchi. Os Capizucchi tiveram três cardeais no início do século XII, um fato que revela que a família era uma das mais importantes da época. No século XVI, o principal expoente era o cardeal Gianantonio Capizucchi.
O palácio é obra de Giacomo della Porta, que também projetou o vizinho Palazzo Albertoni Spinola (1600), ambos de frente para a igreja de Santa Maria in Campitelli, este último completado por Girolamo Rainaldi; provavelmente ele se baseou num projeto de Vignola. Os dois palácios compartilham de uma fachada geminada ampla, mas internamente trata-se de dois palácios completamente separados. As janelas do primeiro piso, com suas ovais muradas no tímpano, receberam sua característica barroca no século XVII. No interior, está um elegante salão de música. Um dos lados do pátio interno tem um pórtico com três arcos e pilastras e dois outros com arcos falsos. 
Entre 1672 e 1674, Mattia De Rossi realizou uma ampliação do palácio para a direita, das quatro fachadas internas no pátio interno e da fachada posterior. Esta última, na Piazza Capizucchi, é, em grande parte, idêntica à principal, de frente para a Piazza Campitelli, com um belo portão encimado por uma varanda com porta-janela. As janelas do piso nobre tem tímpanos quebrados por ovais que, da porta-janela para a direita, são envidraçados e, para a esquerda, estão murados.
A família Capizucchi se extinguiu no início do século XIX e o palácio da família foi comprado primeiro pelo marquês Ippolito Cipriani (1813) e depois pelo marquês Giuseppe Troili (1843), que encomendou a construção de um terceiro piso. Herdeiros do palácio, os Massimo o venderam, em 1924, aos Gasparri, ainda hoje proprietários. Até 2012, o palácio abrigou a embaixada da República da Irlanda na Itália, quando ela se mudou para a Villa Spada. Atualmente, o edifício foi dividido em apartamentos para aluguel.